# Pedro urizzi
Pedro Urizzi, nascido em São Paulo, 3 de setembro de 1986) é um diretor, ator e roteirista brasileiro, conhecido por seu trabalho em cinema, televisão e teatro. 

## Biografia
Urizzi estreou internacionalmente como ator em 2024, interpretando a versão jovem do consagrado ator francês Jean Reno no filme My Penguin Friend, dirigido por David Schurmann. Sua carreira começou no teatro aos 17 anos, com a peça Our Town, em St. Louis, Missouri, nos Estados Unidos. Ele seguiu sua formação acadêmica em Rádio e TV, especializando-se em atuação para cinema em Londres e em direção de atores pela Academia Internacional de Cinema em São Paulo. Além disso, aprofundou-se nos métodos de atuação Meisner e Fátima Toledo. 
Foi diretor residente da produtora Academia de Filmes (2017 a 2023) 
Na direção, Urizzi foi responsável pelo longa-metragem documental Cordel de Trancoso, em parceria com Felipe Solari, distribuído pela O2Play. Também dirigiu as séries documentais São Paulo Meu Humor (2019, exibida no canal Arte1) e Arquitetura Hoje! com apresentação e argumento da arquiteta Gabriela de Matos (previsão de estreia canal Arte1). É co-roteirista da série documental Bob Burnquist: A Lenda do Skate (HBO e Max, 2024). Urizzi obteve destaque no circuito de festivais internacionais com o curta-documentário O Caderno de Pacha (Pacha's Notebook), dirigido em parceria com Estevan Muniz, que foi parte da shortlist do prestigiado Festival 65th DokLeipzig e selecionado para festivais como o NY Latin Film Festival (2022), 16th CineBH e 24th Odense International Film Festival.
Sua série São Paulo Meu Humor foi tema de pesquisa de doutorado na Pontifícia Universidade Católica de São Paulo de São Paulo (PUC-SP) , destacando sua relevância acadêmica. No campo da publicidade, Urizzi dirigiu filmes para campanhas de grandes marcas e instituições, como Caixa Econômica Federal, Bradesco, Zoomp, Stella Artois, Ministério da Saúde e Google.
Atualmente, Pedro Urizzi está em fase de pós-produção do longa-documentário Vlavianos, projeto aprovado pelo Fundo Setorial do Audiovisual (FSA), com estreia prevista para 2025. No cinema, atuou em diversos projetos, incluindo o filme Rinha (2008), dirigido por Marcelo Galvão; Desaparecidos (2011), sob direção de David Schurmann; e na minissérie Zé do Caixão (2015), dirigida por Victor Mafra. Além disso, fez uma participação no longa-metragem Por Um Fio, também dirigido por David Schurmann, com estreia agendada para 2025.
Com um portfólio que abrange tanto a criação de conteúdo original quanto colaborações com grandes nomes artísticos; Fernanda Young, Bruno Gagliasso, Alexandre Reinecke, Cristiano Burlan, João Paulo Cuenca e Maurício Paroni de Castro. Pedro Urizzi vem se consolidando como uma figura importante no cenário cultural brasileiro e internacional.

### Diretor

#### Longas
- Documentário - Cordel de Trancoso[17][18] (2016)
- Documentário - Vlavianos (pós-produção, 2025)

#### Séries
- doc-série São Paulo Meu Humor [7](2024)
- doc-série Arquitetura Hoje! (previsão 2025)

#### Curta-metragem
- #13Noir[19] [20](2013)
- Distopia [21][22](2017)
- O Caderno de Pacha[23] (2022)

### Ator
- Rinha (2008)
- Desaparecidos (2011)
- Colegas (2012)
- curta-metragem #13Noir [19](2013)
- Minissérie Zé do Caixão (2016)
- My penguin Friend (2024)
- Por Um Fio (2025)

### Produtor
- curta-metragem #13Noir[19] (2013)
- curta-metragem Distopia[21] (2017)
- O Caderno de Pacha[23] (2022)

### Roteirista
- doc-série Bob Burnquist: A Lenda do Skate (2024)
- doc-série Arquitetura Hoje! (previsão 2025)
- documentário - Vlavianos (pós-produção, 2025)